# 都道府県労働委員会
都道府県労働委員会（とどうふけんろうどういいんかい）とは、地方自治法により都道府県に置かれる行政委員会であり、職務は、労働組合法等の法令に基づき労働組合の資格の立証を受け及び証明を行い、並びに不当労働行為に関し調査し、審問し及び命令を発し、労働争議のあっせん、調停及び仲裁を行い、その他労働関係に関する事務を執行する（地方自治法第202条の2第3項）ことである。労働組合法が規定する労働委員会の一つである。
2004年12月31日までの旧総称は「地方労働委員会」であり、個別には「東京都地方労働委員会」などと呼称したが、法改正により2005年1月1日以降は総称「都道府県労働委員会」、個別名称「東京都労働委員会」のように改められた。
- 本項で労働組合法については以下では条数のみ記す。

## 委員会の組織
都道府県労働委員会は、使用者委員、労働者委員及び公益委員をもって組織する（三者構成の原則、第19条の12第2項）とされ、その員数は現在、東京都労働委員会は使用者委員、労働者委員及び公益委員各13人、大阪府労働委員会は各11人、北海道、神奈川県、愛知県、兵庫県又は福岡県の各都道府県労働委員会は各7人、その他の都道府県労働委員会は各5人とされる（施行令第25条の2、別表第三）。ただし、当該都道府県の条例で定めるところにより、これらの数に各2人を加えた数のものをもって組織することができる（第19条の12第2項但書）。
| 上欄 | 下欄 |
| ---- | ---- |
| 15人 | 7人  |
| 13人 | 6人  |
| 11人 | 5人  |
| 9人  | 4人  |
| 7人  | 3人  |
| 5人  | 2人  |

使用者委員は使用者団体の推薦に基づいて、労働者委員は労働組合の推薦に基づいて、公益委員は使用者委員及び労働者委員の同意を得て、都道府県知事が任命する（第19条の12第3項）。
公益委員の任命については、都道府県労働委員会における労働組合法別表の上欄に掲げる公益委員の数（第2項但書の規定により公益委員の数を同項の政令で定める数に2人を加えた数とする都道府県労働委員会にあっては当該2人を加えた数）に応じ、それぞれ同表の下欄に定める数以上の公益委員が同一の政党に属することとなってはならない（第19条の12第4項）。委員は、非常勤であるが、公益委員のうち2人以内は、常勤とすることができる（第19条の12第6項）。
なお、多くの公益委員には、弁護士又は法学者が任命されるが、労働法学者のみならず、行政法、商法、民事訴訟法等を専門とする者も任命されている。また、法律専門家以外にも、ジャーナリストや元都道府県職員、法学以外の分野を専門とする大学教員等が任命される場合がある。
委員の任期は、2年とする。ただし、補欠の委員の任期は、前任者の残任期間とする。拘禁刑以上の刑に処せられ、その執行を終わるまで、又は執行を受けることがなくなるまでの者は、委員となることができない（第19条の12第6項）。
都道府県労働委員会に会長を置く。会長は、委員が公益委員のうちから選挙する。会長は、都道府県労働委員会の会務を総理し、都道府県労働委員会を代表する。都道府県労働委員会は、あらかじめ公益委員のうちから委員の選挙により、会長に故障がある場合において会長を代理する委員を定めておかなければならない（第19条の12第6項）。
都道府県労働委員会にその事務を整理させるために事務局を置き、事務局に会長の同意を得て都道府県知事が任命する事務局長及び必要な職員を置く（第19条の12第6項）。事務局長は当該自治体の事務吏員をもって充て、その他の職員は、事務吏員その他の職員をもって充てる。
実務上、ほとんどの場合、事務局職員には他部局で勤務する都道府県職員が、人事異動により任用されており、少なくとも配属時点において、労働法や準司法的手続についての専門的な知見を有するとは限らない。ただし、東京都労働委員会事務局などの一部では、任期付職員として、弁護士等の法曹有資格者が外部任用されている。

## 権限
権限ついては、労働組合法のほか、労働関係調整法に規定されている。
- 労働組合法による権限
  - 労働組合の資格の立証を受けること（第5条）
  - 労働組合の資格の証明を行うこと（第11条）
  - 労働協約の一般的拘束力を判定すること（第18条）
  - 不当労働行為に関して調査し、審問し、及び命令を発すること
- 労働関係調整法による権限
  - 労働争議の斡旋、調停及び仲裁を行うこと
    - あっせん - 都道府県労働委員会において作成しておいたあっせん員候補者名簿中から会長が指名したあっせん員（1名～数名）が行う。
    - 調停 - 調停委員会（公益・使用者・労働者の各委員で構成）を設置して行う。
    - 仲裁 - 仲裁委員会（公益委員3名で構成）を設置して行う。